# Niegodność dziedziczenia
Niegodność dziedziczenia – instytucja regulowana przez art. 928 IV księgi polskiego Kodeksu cywilnego (prawo spadkowe). Spadkobiercę wyłączonego od dziedziczenia z powodu uznania za niegodnego dziedziczenia, traktuje się w taki sposób, jak gdyby nie dożył otwarcia spadku.
Uznanie za niegodnego dziedziczenia może być dokonane wyłącznie przez sąd i tylko w przypadkach, kiedy spadkobierca:
- dopuścił się umyślnie ciężkiego przestępstwa przeciw spadkodawcy
- podstępem lub groźbą nakłonił spadkodawcę do sporządzenia lub odwołania testamentu albo w taki sam sposób przeszkodził mu w dokonaniu jednej z powyższych czynności
- umyślnie ukrył lub zniszczył testament spadkodawcy, podrobił lub przerobił jego testament albo świadomie skorzystał z testamentu przez kogoś podrobionego lub przerobionego
- uporczywie uchylał się od wykonywania wobec spadkodawcy obowiązku alimentacyjnego określonego co do wysokości orzeczeniem sądowym, ugodą zawartą przed sądem albo innym organem albo inną umową
- uporczywie uchylał się od wykonywania obowiązku pieczy nad spadkodawcą, w szczególności wynikającego z władzy rodzicielskiej, opieki, sprawowania funkcji rodzica zastępczego, małżeńskiego obowiązku wzajemnej pomocy albo obowiązku wzajemnego szacunku i wspierania się rodzica i dziecka.

Legitymację do domagania się uznania spadkobiercy za niegodnego dziedziczenia ma każdy, kto ma w tym interes prawny. Z żądaniem tym można wystąpić w ciągu roku od dnia, w którym powzięto informację o przyczynie niegodności, jednakże nie później niż przed upływem lat trzech od otwarcia spadku.
Jeżeli jednak spadkodawca przebaczy spadkobiercy, który mógłby na podstawę ww. przesłanek zostać uznany za niegodnego dziedziczenia, to spadkobierca taki nie może zostać uznany za niegodnego. Jeżeli natomiast przebaczenie nastąpiło w chwili, kiedy spadkodawca nie miał zdolności do czynności prawnych, to przebaczenie takie jest skuteczne, pod warunkiem, że nastąpiło ono z dostatecznym rozeznaniem.
Spadkobierca wyłączony od dziedziczenia z powodu uznania za niegodnego dziedziczenia jest traktowany w taki sposób, jak gdyby nie dożył otwarcia spadku. Przyjęta w ten sposób fikcja prawna nie wyklucza dziedziczenia po zmarłym spadkodawcy przez osoby uprawnione do dziedziczenia po osobie uznanej za niegodną dziedziczenia. Tytułem przykładu: jeżeli uprawniony do dziedziczenia po spadkodawcy jego syn zostanie uznany za niegodnego dziedziczenia, po spadkodawcy dziedziczą jego małżonka i zstępni lub w ich braku, inni spadkobiercy.